# بنة فرحان (الريف الشرقي)
بنة فرحان (بالفارسية: بنه فرهان) هي منطقة سكنية تقع في إيران في قسم الريف الشرقي الريفي.